# Perezinigokalumma munizi
Perezinigokalumma munizi är en kvalsterart som först beskrevs av Balogh och Sandór Mahunka 1974.  Perezinigokalumma munizi ingår i släktet Perezinigokalumma och familjen Parakalummidae. Inga underarter finns listade i Catalogue of Life.